# Toldsagen 2013-15 om Færøernes finansminister
Toldsagen 2013-15 om Færøernes finansminister er en gammel toldsag på Færøerne, som går tilbage til slutningen af 1980'erne og starten af 1990'erne, og hovedpersonen i sagen er Færøernes finansminister og derved også minister for toldsager, Jørgen Niclasen, som var Færøernes finansminister fra 2011 til 15. september 2015. Niclasen har været formand for Folkaflokkurin siden 2007. Sagen fik nyt liv, da journalisten Sveinur Tróndarson skrev om toldsagen for nyhedsportalen portal.fo, som også bruger domænet aktuelt.fo. Han arbejder ikke længere for portal.fo, men er nu ansvarshavende redaktør for Dimmalætting. Tróndarson havde arbejdet for Landsrevisorerne i starten af 1990'erne og var med til at finde frem til, at der var noget helt galt hos det familieejede firma N.Niclasen i Sørvágur, og at de havde solgt varer, som ikke var tolddeklarerede. Det var Jørgen Niclasen, der var direktør for firmaet på det tidspunkt. Årsagen til, at der ikke skete noget videre i sagen i 1990'erne var, at medierne fik nægtet indsigt i sagen af centraladministrationen. Først mere end 20 år senere, lykkedes det for de færøske medier at få aktindsigt i sagens dokumenter. 
Medieomtalen i de færøske medier førte i maj 2014 til, at mistillidsvotum blev rejst mod Jørgen Niclasen af oppositionspartierne i Lagtinget, men ministeren overlevede, og lagmanden sagde, at han havde fuld tillid til ham.
I juni 2014 valgte Niclasen at sagsøge fire færøske journalister, bl.a. direktøren for Kringvarp Føroya (Færøernes Radio), Dia Midjord. I februar 2015 blev de fire færøske journalister dømt skyldige i injurier mod finansminister Jørgen Niclasen. Den danske dommer, Søren Seerup lagde bl.a. til grund for dommens afsigelse: "at det i et lille samfund som det færøske er en demokratisk nødvendighed, at folkevalgte politikere ikke forsvarsløst skal kunne udsættes for dækningsløse sigtelser for strafbare forhold i de lokale massemedier, da man i modsat fald kan risikere, at den nødvendige minimumsrekruttering af opstillede til politiske valg trues."
Dette tolkede flere færøske medier og de fire dømte journalister som, at dommeren derved har indført censur mod de færøske medier, som efter dommen ikke længere kan bruge ord som snyd om en færøsk politiker, selv om dommen blandt andet fastslår at: "Det kan lægges til grund som ubestidt, at der i sagsøger, Jørgen Niclasens direktørtid ... skete udlevering af varer fra lageret ...  selv om betingelsen om toldbetaling i den tidligere toldlovs §7, stk. 1 og den nugældende toldlovs §13, stk. 1, ikke var opfyldt."
Flere færøske medier fortolker dette som, at den danske dommer accepterer, at en færøsk finansminister, som også er minister i toldsager, selv kan have en fortid med uregelmæssigheder i toldsager.
Alle fire journalister valgte at anke dommen til Landsretten.

## Toldsagens gang
I december 2013 og i 2014 vakte det stor opmærksomhed på Færøerne, da en del af de færøske medier, omtalte en ca. 20-25 år gammel toldsag, som involverede finansminister Jørgen Niclasen, som bl.a. også er ansvarlig for Færøernes toldsager. Den 17. januar 2014 valgte Niclasen at invitere til et pressemøde for de færøske medier sammen med sin advokat, Christian Andreasen. Til pressemødet sagde han blandt andet, at han var blevet anklaget for at have snydt i told, og at det ville han tilbagevise. Han sagde, at anklagerne fra medierne havde intet med virkeligheden at gøre. Der er blevet betalt told i al min tid, sagde han, og fortsatte: Det vigtigste er, at jeg som direktør for familieforetagendet holdt landets love. Niclasen forsvarede sig med, at årsagen til, at han og hans firma havde solgt varer, hvor told ikke var betalt først, skyldtes, at de troede, at de havde en toldkredit. Så snart som han i 1992 havde fået oplyst, at toldkreditten var udløbet, så holdt han op med at sælge varer, som ikke havde været igennem toldmyndighederne, og p/f (a/s) N. Niclasen betalte så meget told som man overhovedet orkede. Hans advokat fremlagde en forklaring, som medierne fik udleveret umiddelbart før pressemødet startede.
Nogle måneder senere producerede Færøernes Fjernsyn og Radio, Kringvarp Føroya, en udsendelse som kaldtes Tollmálið og som fortalte om Toldsagen, denne blev vist i fjernsynet af kvf.fo i maj 2014. Ifølge udsendelsen Toldmálið (Toldsagen) havde journalisten Sveinur Trondarson er stor personlig viden om sagen, fordi han i 1992 arbejdede som revisor for Landsrevisorerne (Landsgrannskoðanin). Han havde været på uanmeldt lagereftersyn rundt omkring på Færøerne for Færøernes toldmyndigheder i august 1992, og fandt da i lageret hos Skipafelagið i Sørvágur, som lå i samme bygning som firmaet N. Niclasen, nogle mistænkelige lister med oversigt over varer, og han vidste ikke, hvad disse lister betød. Da han spurgte folk på stedet, om hvad det betød, fik han ikke noget svar. Der var flere sider med flere hundrede posteringer. Dagen efter rejste Tróndarson til en toldafdeling i Klaksvík, og der fandt han en side, med 5-6 posteringer, som lignede dem han havde set i Sørvágur. Da han spurgte, hvad denne liste betød, fik han at vide, at der manglede nogle dokumenter vedrørende disse varer, og derfor var varerne endnu ikke told deklarerede. Da der fandtes lister med over 300 varer, som ikke var told deklarerede i Sørvágur, burde lageret være fyldt med varer, men det viste sig, da toldmyndighederne besøgte stedet endnu engang, at lageret var fuldstændig tømt for varer. De fik at vide, at varerne var blevet solgt uden at de var blevet told deklarerede først. 
Direktør for virksomheden på det tidspunkt var Jørgen Niclasen. Virksomheden har en lang historie og har været i Niclasen familien helt tilbage til 1800-tallet. Firmaet N. Niclasen modtog en toldkredit fra de færøske toldmyndigheder i 1983. Denne toldkredit blev imidlertid opsagt i 1988, året før Jørgen Niclasen blev direktør, og brev blev sendt til Skipafelagið og toldmyndighederne i Sørvágur fik besked om, at de ikke måtte udlevere varer, som ikke var told deklarerede, til N. Niclasen. Personen som var ansat af toldmyndighederne til at føre eftersyn med disse forhold, var imidlertid også ansat som lagermand af firmaet N. Niclasen. Den 20. december 1988 blev der lyst pant i N. Niclasens ejendomme, da toldregningen mod firmaet var blevet for stor. Jørgen Niclasen's far, som var direktør på det tidspunkt reagerede straks og tilbød, at han ville betale en halv million kroner med det samme og derefter 100.000 kroner om måneden, hvis myndighederne undlod at pantsætte ejendommene. Ifølge TV-udsendelsen om toldsagen, betalte Jørgen Niclasen og hans brødre et indskud på en halv million til firmaet, som blev brugt til at betale told-gæld, derefter godtog toldmyndighederne, at ejendommene ikke blev pantsat. Firmaet betalte ikke de 100.000 kroner pr. måned, som ellers var aftalt. 
Virksomheden N. Niclasen fortsatte som den plejede. Lagermanden, som var ansat af N. Niclasen, men samtidig havde ansvaret for Skipafelagiðs lager, udtalte i et forhør i november 1993, at han havde følt sig magtesløs, at han havde følt sig som en lus imellem to negle. Ifølge Jørgen Niclasen og hans advokat, Christian Andreasen, var det den nu afdøde lagermand, som havde ansvaret for, at varerne var blevet udleveret uden at være told deklarerede først. Jørgen Niclasen sagde til pressemødet i januar 2014, at han som direktør aldrig havde sat spørgsmålstegn ved lagermandens afgørelser. Sveinur Tróndarson udtalte i TV-udsendelsen om toldsagen, at man skal huske på, at begivenhederne fandt sted i slutningen af 1980-erne og starten af 1990-erne, da der herskede økonomisk krise på Færøerne, og at folk var bange for at miste deres levebrød. Lagermanden, som Jøgen Niclasen siger er ansvarlig, havde sit hovederhverv hos firmaet N. Niclasen, som Jøgen Niclasen var direktør for. Derfor var han bange for at miste sit arbejde, hvis han nægtede at adlyde sin chef, da han forlangte at få udleveret varer, som ikke var told deklarerede. Tróndarson mener ikke, at man kan give lagermanden ansvaret for, at N. Niclasen ikke udleverede relevante toldpapirer til toldmyndighederne, som loven kræver.

### Mistillidsvotum
Den 28. maj 2014 krævede oppositionspartierne et mistillidsvotum mod Jørgen Niclasen, finansminister. Dette blev gjort få dage efter at Kringvarp Føroya (Færøernes Radio og Fjernsyn) havde sendt dokumentaren "Tollmálið", som handlede om at Jørgen Niclasen angiveligt havde snydt i told 20-25 år tidligere. Mistillidsvotummet faldt og landsstyremanden fortsatte. Tre af lagtingsmedlemmerne fra regeringspartierne, Reimund Langgaard og Helgi Abrahamsen fra Sambandsflokkurin samt formanden for Miðflokkurin, Jenis av Rana stemte for mistillidsvotummet imod Jørgen Niclasen.

### Sagsøgte journalister
I januar 2015 indklagede Jørgen Niclasen nogle færøske medier for det færøske medieankenævn (Fjølmiðlakærunevndin). Ca. en måned efter at TV-udsendelsen, Tollmálið (Toldsagen) blev var blevet vist, valgte Niclasen at trække klagen tilbage fra det færøske medieankenævn. Niclasen anklagede Medieankenævnet for at være ikke fungerende, da de ikke havde behandlet hans sag endnu, men journalisten Sveinur Tróndarson, fortalte til Rás2, at det var løgn, for sagen var aldrig blevet lagt for nævnet, den nåede aldrig længere end til Medieankenævnets administration, Niclasen havde aldrig lagt sagen for nævnet. Lagmanden, Kaj Leo Johannesen har hele tiden fastholdt, at han har fuld tillid til Jørgen Niclaen.
Niclasen valgte at i maj 2014 at sagsøge fire færøske journalister for injurier, de sagsøgte var: Dia Midjord, direktør for Kringvarp Føroya, Liljan Weihe, ansvarshavende redaktør for nyhederne i Kringvarp Føroya, Jan Lamhauge, journalist, som arbejder i Kringvarp Føroya og Sveinur Tróndarson, som tidligere arbejdede for portal.fo, men som på sagsøgningstidspunktet ikke var ansat der længere. Tróndarson har siden Dimmalætting åbnede igen i oktober 2014, arbejdet som ansvarshavende redaktør for avisen, som nu er en weekend-avis. I Kringvarp Føroyas talkshow Sjá, som blev sendt den 16. november 2014, med Heini í Skorini som vært, var en af de tre gæster journalisten Liljan Weihe. Hun fortalte bl.a. om den forestående retssag som Jørgen Niclasen havde rejst mod hende og tre andre journalister angående Toldsagen. Retssagen forventedes at foregå i februar 2015, men Weihe mente ikke, at det ville komme dertil. Hun sagde, at hun forventede, at alle fire anklagede journalister ville blive frikendt, fordi de kun havde passet deres arbejde.

## Retssagen mod fire journalister i 2015
Jørgen Niclasen, som har været Færøernes finansminister siden november 2011 og formand for Fólkaflokkurin siden 2007, sagsøgte i 2014 fire færøske journalister for ærekrænkelse. Retssagen mod tre journalister fra Kringvarp Føroya, Jan Lamhauge, Liljan Weihe og direktøren Dia Midjord og Sveinur Tróndarson, som er forhenværende ansvarshavende redaktør for Portal.fo, nuværende ansvarshavende redaktør for Dimmalætting, startede den 16. februar 2015. Retten havde afsat tre dage til afhøring af vidner, de anklagede og af sagsøgeren, Jørgen Niclasen. Den første dag fremlagde Niclasens advokat, Christian Andreasen, forskellige dokumenter og viste video med episoder fra nyhedsudsendelsen Dagur og vika samt fra TV-dokumentar udsendelsen Tollmálið (Toldsagen), for at bevise at de anklagede var skyldige i anklagerne.
Ifølge Kringvarp Føroya gjorde dommeren Sveinur Tróndarson opmærksom på, at han kunne komme til at inkriminere sig selv, hvis han kom til at afsløre viden, som han var kommet i besiddelse af, mens han arbejdede for Landsgranskoðanin (Færøernes landsrevision). Han kunne risikere at komme til at bryde sin tavshedspligt. Tróndarsson valgte at lade sig forhøre og svarede på de spørgsmål, som han blev spurgt om. Han fortalte bl.a. at da kontrollen startede, og de ankom til firmaet N. Niclasen i Sørvágur, så fandt de kun en vare som var tolddeklareret, der burde have været 291 varer.
Advokat Christian Andreasen tog forhør af journalist Sveinur Tróndarson. Ifølge Aktuelt.fo brugte Andreasen det meste af tiden under forhøret til at få belyst, hvordan Tróndarson kunne stadfæste, at der var tale om snyd. Tróndarson svarede blandt andet:
| „ | (Færøsk): Hetta kann ikki fatast sum annað enn snýt. Tá ein handil fer á goymsluna og tekur vørur út og selur tær uttan at tær eru tollaðar, so er talan um snýt. Eg havi eisini brúkt orðið svik, men sambært orðabókini er ongin munur á. | “ |

| „ | (Oversat til dansk): Dette kan ikke forstås som andet end snyd. Når en forretning tager varer ud fra lageret og sælger dem videre uden at de er blevet tolddeklareret først, så er der tale om snyd. Jeg har også brugt ordet svindel, men ifølge den færøske ordbog er der ingen forskel. | “ |

Ifølge Christian Andreasen er det helt usædvanlig groft og voldsomt at anklage en finansminister for at have snydt den færøske landskasse. Sveinur Tróndarson sagde, at hans baggrund for at kunne stadfæste, at der var tale om bedrag, byggede på de dokumenter, som er offentliggjort i sagen samt hans viden om økonomi og regnskab. Han sagde også, at årsagen til, at den 25-år gamle sag var interessant for læserne, netop fordi den dengang meget unge direktør i dag var Færøernes finansminister og formand for Fólkaflokkurin, som er et af Færøernes største partier. Journalisten Jan Lamhauge og nyhedsredaktøren Liljan Weihe udtalte også i retten, at årsagen til at den gamle historie i det hele taget var interessant for offentligheden nu, var Niclasens nuværende position.
Jan Lamhauge blev spurgt, hvorfor han havde brugt ordene snyd og svindel i forbindelse med toldsagen. Han sagde, at journalisterne i KVF ikke havde brugt ordene snyd og svindel indenfor de første uger, efter at Portal.fo startede med at omtale sagen den 19. december 2013. Man brugte ordet i citatform og ikke direkte, dvs. man citerede Portal.fo. Da Liljan Weihe blev forhørt, blev hun bl.a. spurgt, om hun mente at det var i orden, at KVF havde dækket sagen i sådan et stort omfang som de havde, hertil svarede hun, at sagen havde stor relevans for den færøske befolkning, fordi der var tale om Færøernes mest magtfulde mand. Hun mente, at Niclasen havde endda større magt end lagmanden.
Da KVF's direktør, Dia Midjord, blev afhørt, fortalte han bl.a., at han var blevet truet med fængselsdom, af Niclasens advokat, Christian Andreasen.

### Domsafsigelsen 25. februar 2015
Sagen kom for retten og den 25. februar 2015 faldt der dom i sagen. Jørgen Niclasen vandt sagen og journalisterne tabte. Journalisterne blev dømt til at betale henholdsvis 20 og 10 dagbøder på 1000 kroner. Derudover blev de sagsøgte, Hans Andrias Midjord, Liljan Weihe, Jan Lamhauge og Sveinur Tróndarson dømt til in solidum at betale sagsøgeren 50.000 kr. i tortgodtgørelse, dog skulle sagsøgte Jan Lamhauge maksimalt betale 5.000 kr. Derudover skulle de sagsøgte inden 14 dage in solidum betale sagsomkostninger til sagsøger, Jørgen Niclasen, med 75.000 kr. Sveinur Tróndarson valgte at anke dommen til Landsretten.
Dommeren mente, at toldsagen var aktuel og relevant for de færøske medier, men at måden de valgte at fortælle om sagen, burde have været anderledes. Samme dag som dommen blev afsagt, sendte Færøernes Radio, Kringvarp Føroya, radioudsendelsen Radarin, som kun handlede om retssagen. KVF's direktør, Dia Midjord, som var en af de fire dømte journalister, blev spurgt, om dommens resultat havde skadet KVF's troværdighed, han svarede, at hvis man kun så på selve dommen, så havde KVF's troværdighed lidt skade. Midjord mente, at KVF godt kunne have valgt fortalt historien på en anden måde og valgt andre formuleringer, end de gjorde, da de belyste sagen. Han udtalte også, at det var kedeligt for talefriheden, når journalister fremover bliver nødt til at lægge bånd på sig selv.
Dommeren lagde blandt andet til grund, at man måtte tage hensyn til at Færøerne er et lille samfund:
| „ | Det er ligeledes væsentligt, at det i et lille samfund som det færøske er en demokratisk nødvendighed, at folkevalgte politikere ikke forsvarsløst skal kunne udsættes for dækningsløse sigtelser for strafbare forhold i de lokale massemedier, da man i modsat fald kan risikere, at den nødvendige minimumsrekruttering af opstillede til politiske valg trues. | “ |

Sveinur Tróndarson's advokat, Bjørn á Heygum, kritiserede dagen efter domafsigelsen, at dommeren blandt andet tog hensyn til, at Færøerne var et lille samfund, og at man kan risikere, at den nødvendige minimumsrekruttering af opstillede til politiske valg trues, som der stod i domafsigelsen. Derved blander dommeren jura og politik sammen, sagde Bjørn á Heygum, efter hans mening hører sådan en udtalelse ikke hjemme i en domafsigelse. Han udtalte endvidere til Kringvarp Føroya, at det netop er mediernes opgave at være kritiske, således at alle og enhver ikke stiller op til politiske valg, og at uønskede elementer lader være med at stille op til et valg. Han mener, at dommen er principiel, da retten nu efter denne domafsigelse har pålagt færøske medier censur. Han satte også spørgsmålstegn ved, om ordet snyd nu fremover ikke må benyttes af den færøske presse om ulovlige forhold, uden at der er tale om strafbare forhold, for hvis de gør, så kan de ende med at blive dømt for injurier, som i denne sag.
| „ | Dómurin staðfestur sostatt, at føroysku miðlarnir ikki hava sama rásarúm sum miðlar úti í heimi. - Vit halda, at Føroya fólk eigur sama rætt til miðlafrælsi sum fólk í demokratiskum londum, og tí má Landsrætturin fáa høvi at viga dómin. | “ |

I dansk oversættelse:
| „ | Dommen stadfæster således, at de færøske medier ikke har samme frihed som medier rundt om i verden. - Vi mener, at Færøernes befolkning har samme ret til mediefrihed som folk i demokratiske lande, og derfor må Landsretten få mulighed for at veje dommen. | “ |

### Journalisterne ankede dommen til Landsretten
Den 27. februar 2015 valgte de tre journalister fra Kringvarp Føroya at anke dommen til Østre Landsret. Godt tre måneder senere, den 29. maj 2015, blev datoen for retssagen i Landsretten offentliggjort. Retssagen bliver afholdt i to dage, den 29. og 30. september 2015. Tidspunktet var en måned før lagtingsvalget, som skulle holdes senest den 29. oktober 2015. Der var på daværende tidspunkt en risiko for, at retssagen mellem journalisterne og Folkeflokkens formand ville ske midt i valgkampen. Valget blev imidlertid udskrevet den 29. juli og blev afholdt den 1. september. Toldsagen blev diskuteret i Kringvarp Føroya under valgkampens første dage. Efter valget kom en ny regering til magten, og Niclasens parti Fólkaflokkurin kom i opposition, og derved er han ikke længere minister, når retssagen startede i Østre Landsret.

## Retssagen i Østre Landsret
Retssagen skulle starte den 29. september 2015 i Østre Landsret, som har et biting i Færøernes Ret i Tórshavn. Men der opstod uenighed mellem Jørgen Niclasens advokat, Christian Andreasen, og Kringvarp Føroya journalisternes advokat, som er Ole Liedke fra Danmark. Liedke mente, at dommerne kun skulle tage stilling til de 16 citat, som blev nævnt i domsafsigelsen i februar 2015. Andreasen mente derimod, at retten skulle tage stilling til alle 70 citater og alle anklager. Liedke sagde, at i så fald, så havde han brug for mere tid, for han havde kun forberedt sig på de 16 citater.
Dommerne er Ulla Langholz, Bo Østergaard og Ole Græsbøll Olesen. Den 30. september gennemgik retten alle tv-indslag fra Kringvarp Føroyas nyhedsudsendelse Dagur og Vika, som var relevante for sagen, fra den 19. december 2013, da det hele startede og frem til 14. februar 2014, da Niclasen havde anmeldt journalisterne for ærekrænkelse, det tog knap to timer. Efter en kort pause blev udsendelsen  "Eg helt landsins lógir" (oversat: Jeg holdt landets love) vist, det tog ca. en time. Derefter blev journalisternes forklaringer fra Færøernes Ret læst op, hvorefter advokaterne kunne stille dem opfølgende spørgsmål.
Retssagen fortsatte den 4. oktober 2015, hvor journalisterne blev afhørt. Der blev bl.a. spurgt om udsendelsen "Eg helt landsins lógir", advokaten Christian Andreasen spurgte Liljan Weihe, om hvorfor hun ikke ændrede indholdet i udsendelsen, før den blev sendt, efter at hendes chef, Dia Midjord havde sagt, at han var utilfreds med sangvalget. Dette var kommet frem i en Dagur og Vika (tv-avisen) fra Kringvarp Føroya den 26. februar 2015 i et indslag som Heini Gaard havde lavet. Sangen, der referes til er en sang, som Niclasen selv synger og spiller guitar til for radioværten Elis Poulsen i radioudsendelsen "Lurtararnar og vit" (Lytterne og vi). Weihe svarede, at det kendte hun absolut intet til.
Da Dia Midjord, KVFs direktør, blev spurgt om udsendelsen og om sangvalget, forklarede han, at det ikke var hans opgave at blande sig i journalisternes journalistiske arbejde, men han bekræftede, at han ikke var tilfreds med musikvalget, bl.a. med sangen, som Niclasen selv havde sunget. Midjord sagde, at han mente, at KVF i det mindste burde haft informeret seerne om, hvor de havde valgt at tage sangen med. Han hentydede til det som journalisten Jan Lamhauge tidligere samme dag havde fortalt i retten, nemlig at KVFs medarbejdere i flere uger forgæves havde forsøgt at få en udtalelse fra Jørgen Niclasen, men denne ville absolut ikke udtale sig. Men så havde man pludselig hørt ham deltage i radioudsendelsen Lytterne og vi, som også hører under Kringvarp Føroya, i direkte udsendelse, hvor Elis Poulsen besøgte forskellige arbejdspladser og den dag var han i Finansministeriet, og der havde han truffet Niclasen og lavet et uformelt interview med ham, og der havde Niclasen så sunget for Elis Poulsen og for lytterne. Midjord sagde, at han ikke havde forlangt at noget skulle tages ud af udsendelsen, men at han gerne havde set, at der var foretaget nogle ændringer.
Den 6. oktober afgav journalisternes forsvarere deres forklaring til dommerne. Ole Liedke brugte tre timer og et kvarter for at føre sagen for de tre journalister fra Kringvarp Føroya, mens Bjørn á Heygum brugte en time og et kvarter at føre sagen for sin klient, Sveinur Tróndarson, ansvarshavende journalist ved Dimmalætting, men som i 2013 var ansvarshavende journalist for Portal.fo.

### Journalisterne frifundet
Den 18. november 2015 faldt afgørelsen i Østre Landsret i sagen mod de fire journalister, som Jørgen Niclasen havde indstævnt for ærekrænkelse. Alle fire journalister blev frifundet. Dog blev udsagnet ”Snød med told: Finansministeren snød landskassen for 600.000 kr.” kendt som ubeføjet.
Afgørelsen:
Thi kendes for ret: Sveinur Tróndarsson, Hans Andrias Midjord, Liljan Weihe og Jan Lamhauge frifindes, dog således, at udsagnet ”Snød med told: Finansministeren snød landskassen for 600.000 kr.” kendes ubeføjet. I sagsomkostninger for begge retter skal Jørgen Niclasen til Sveinur Tróndarsson betale 125.600 kr. og til Hans Andrias Midjord, Liljan Weihe og Jan Lamhauge i alt 250.600 kr. Det idømte betales inden 14 dage efter denne doms afsigelse.